# Otto Marseus van Schrieck
Otto Marseus van Schrieck, född 1619 eller 1620 i Nijmegen, död 1678 i Amsterdam, var en nederländsk konstnär.
Marseus van Schrieck var vid 1600-talets mitt verksam i Italien, bland annat i Florens och Rom. Han tog intryck av italiensk konst, bland annat Caravaggio. Marseus konstruerade naturutsnitt med reptiler, insekter och fåglar, men även blomsterstycken.